# Serixia argentea
Serixia argentea là một loài bọ cánh cứng trong họ Cerambycidae.